# دیودوتس دوم
دیودوتس دوم تئوس (به یونانی: Διόδοτος Θεός; مرگ در ۲۲۵ پ.م) پسر دیودوتس یکم بود که باکتریا را به استقلال از امپراتوری سلوکی سوق داد و پادشاهی باکتریا را تأسیس کرد.  دیودوتوس دوم احتمالاً در كنار پدرش به صورت مشترک، پیش از به تخت نشستنش در حدود ۲۳۵ پ.م، سلطنت می كرد. وی از طریق اتحاد با اشکانیان، مانع تلاش سلوکیان برای ادغام مجدد باکتریا در امپراتوری سلوکی شد. او در حدود سال ۲۲۵ پ.م توسط اوتیدموس یکم کشته شد و اوتیدموس جانشین وی به عنوان پادشاه شد.
زندگی دیودوتوس توسط آپولودوروس آرته میتا در تاریخ اشکانی بازگو شد، اما این متن از دست رفته است و منابع ادبی باقی مانده تنها او را گذرا ذکر می کنند. بنابراین، بیشتر جزئیات زندگی و حرفه دیودوتوس باید از علم سکه شناسی بازسازی شود.

## پیش زمینه

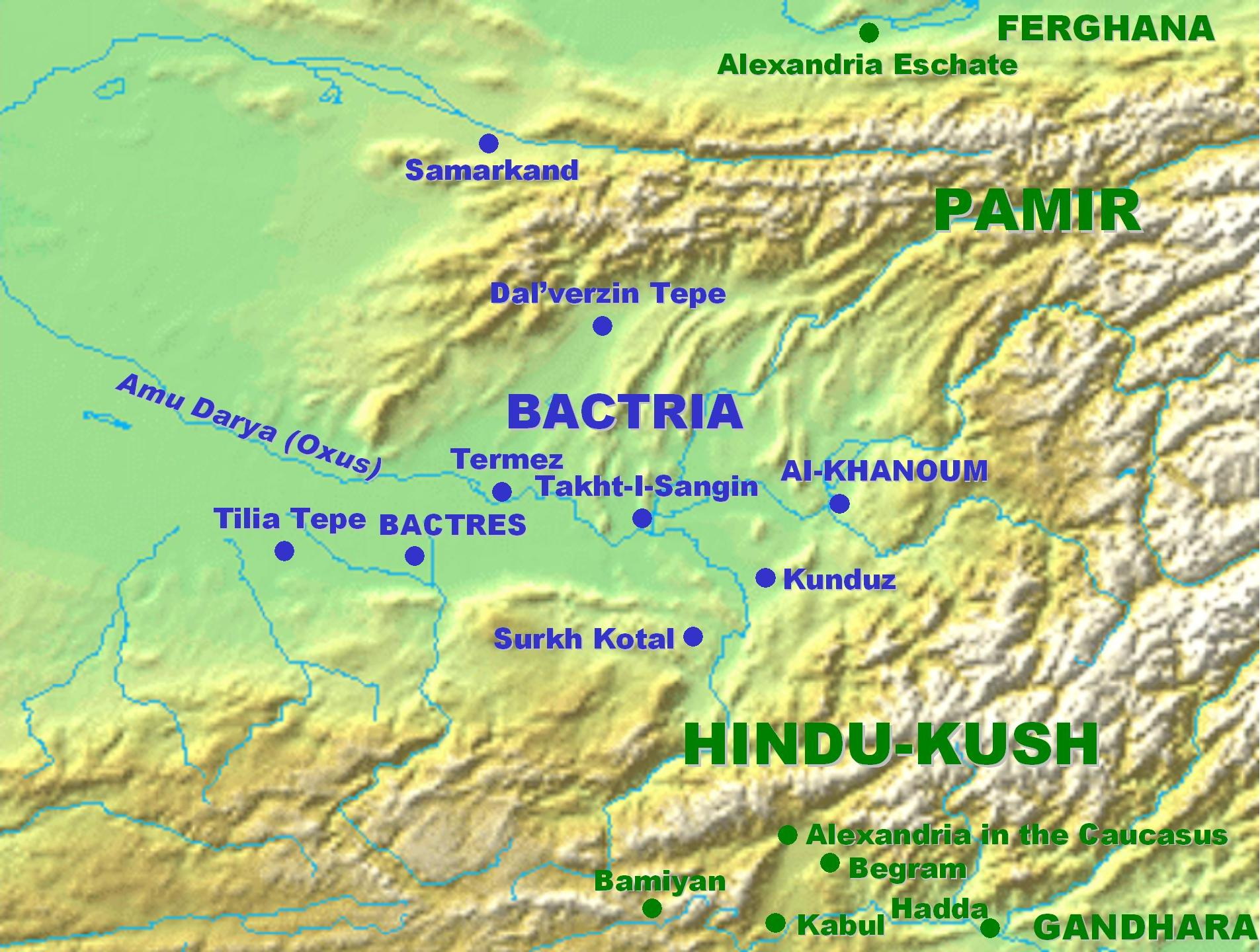
نقشه باکتریا و مناطق اطراف آن.

امپراتوری سلوکی کنترل باکتریا و مناطق اطراف آن را بین ۳۰۸ تا ۳۰۵ پ.م به دست آورد و آن را یک ساتراپی (استان) امپراتوری خود را ساخت. پدر دیودوتس، دیودوتوس یکم در منطقه باکتریا به عنوان یک ساتراپ (فرماندار) حکومت می کرد و به تدریج در زمان سلطنت پادشاه آنتیوخوس دوم تئوس اعلام استقلال کرد (۲۶۱-۲) در بین سال های ۲۵۵ تا ۲۴۵ پ.م، دیودوتس خود را پادشاه خواند و پادشاهی باکتریا بوجود آمد. سکه های ضرب شده دیودوتس یکم از دو ضرابخانه جداگانه ضرب شده است. روی سکه یک ضرابخانه یک مرد بالغ در روبرو دیده می شود - که به عنوان دیودوتس یکم شناخته می شود، در حالی که روی سکه تولید شده در ضرابخانه دیگر شکل مشابه، اما جوان تر است. فرانک ال. هولت حدس می زند که فرد دوم دیودوتس دوم باشد. او حدس می زند که کنترل بخشی از قلمرویی را که دیودوتس یکم در اختیار داشت به دیودوتوس دوم سپرده شده باشد. به این ترتیب آن ها طبق الگویی که توسط سلوکیان تعیین شده بود، ولیعهد را به عنوان شریک در سلطنت منصوب کرده و کنترل قسمت شرقی امپراتوری (از جمله باکتریا) را به آنها می سپردند. مکان منطقه تحت کنترل دیودوتوس دوم مشخص نیست.  هولت حدس می زند كه او منطقه غربی را كه در معرض حمله از پارت قرار داشت و پایگاه خود را در باكتریا قرار داشت، كنترل كرد.

## کتاب شناسی
- Holt, Frank L. (1999). Thundering Zeus: The Making of Hellenistic Bactria. Berkeley, CA: University of California Press. ISBN 0520211405.